# Wereldkampioenschap handbal vrouwen 2001 (kwalificatie)
De kwalificatie voor het wereldkampioenschap handbal vrouwen 2001 was een reeks wedstrijden, alle gespeeld in 2000 en 2001, in het handbal waar werd uitgemaakt welke zeven Europese landen mochten deelnemen aan het WK handbal vrouwen 2001 in Italië. Reeds geplaatst voor de eindronde waren de nummers één tot en met vijf van het EK 2000, respectievelijk Hongarije, Oekraïne, Rusland, Roemenië en Frankrijk, plus gastland Italië. Ook regerend wereldkampioen Noorwegen (1999) was op voorhand geplaatst voor de eindronde. 

## Voorronde
| Team 1      | Tot.  | Team 2    | 1e wedstr. | 2e wedstr. |
| ----------- | ----- | --------- | ---------- | ---------- |
| Spanje      | 60–48 | Kroatië   | 30–24      | 30–24      |
| Griekenland | 37–68 | Slowakije | 24–33      | 13–35      |
| IJsland     | 29–51 | Slovenië  | 12–24      | 17–27      |
| Turkije     | 54–63 | Bulgarije | 24–29      | 30–34      |
| Faeröer     | 34–63 | Zweden    | 12–34      | 22–29      |

Alle tijden zijn lokaal.
| 26 november 2000 12:00 | Spanje  | 30 – 24 | Kroatië | Barcelona |
| 26 november 2000 12:00 | (12–11) |         |         | Barcelona |
| 26 november 2000 12:00 |         |         |         | Barcelona |

| 3 december 2000 18:00 | Kroatië | 24 – 30 | Spanje | Kutina |
| 3 december 2000 18:00 | (11–13) |         |        | Kutina |
| 3 december 2000 18:00 |         |         |        | Kutina |

| 25 november 2000 18:00 | Griekenland | 24 – 33 | Slowakije | Arta |
| 25 november 2000 18:00 | (10–15)     |         |           | Arta |
| 25 november 2000 18:00 |             |         |           | Arta |

| 2 december 2000 16:30 | Slowakije | 35 – 13 | Griekenland | Michalovce |
| 2 december 2000 16:30 | (16–7)    |         |             | Michalovce |
| 2 december 2000 16:30 |           |         |             | Michalovce |

| 1 december 2000 20:00 | IJsland | 12 – 14 | Slovenië | Reykjavik |
| 1 december 2000 20:00 | (5–15)  |         |          | Reykjavik |
| 1 december 2000 20:00 |         |         |          | Reykjavik |

| 3 december 2000 14:00 | IJsland | 17 – 27 | Slovenië | Reykjavik |
| 3 december 2000 14:00 | (9–12)  |         |          | Reykjavik |
| 3 december 2000 14:00 |         |         |          | Reykjavik |

| 25 november 2000 18:30 | Turkije | 24 – 29 | Bulgarije | Sinop |
| 25 november 2000 18:30 | (10–13) |         |           | Sinop |
| 25 november 2000 18:30 |         |         |           | Sinop |

| 2 december 2000 20:00 | Bulgarije | 34 – 30 | Turkije | Gabrovo |
| 2 december 2000 20:00 | (19–15)   |         |         | Gabrovo |
| 2 december 2000 20:00 |           |         |         | Gabrovo |

| 1 december 2000 19:30 | Faeröer | 12 – 34 | Zweden | Klaksvik |
| 1 december 2000 19:30 | (2–14)  |         |        | Klaksvik |
| 1 december 2000 19:30 |         |         |        | Klaksvik |

| 3 december 2000 16:00 | Faeröer | 22 – 29 | Zweden | Torshavn |
| 3 december 2000 16:00 | (9–14)  |         |        | Torshavn |
| 3 december 2000 16:00 |         |         |        | Torshavn |

## Play-offs
| Team 1    | Tot.  | Team 2      | 1e wedstr. | 2e wedstr. |
| --------- | ----- | ----------- | ---------- | ---------- |
| Slowakije | 46–50 | Oostenrijk  | 23–23      | 23–27      |
| Spanje    | 57–50 | Polen       | 27–22      | 30–28      |
| Zweden    | 46–46 | Duitsland   | 19–24      | 27–22      |
| Nederland | 56–52 | Wit-Rusland | 32–26      | 24–26      |
| Tsjechië  | 39–55 | Denemarken  | 16–24      | 23–31      |
| Slovenië  | 57–50 | Macedonië   | 29–22      | 28–28      |
| Bulgarije | 50–51 | Joegoslavië | 24–19      | 26–32      |

| 19 mei 2001 16:30 | Slowakije | 23 – 23 | Oostenrijk | Šaľa |
| 19 mei 2001 16:30 | (10–13)   |         |            | Šaľa |
| 19 mei 2001 16:30 |           |         |            | Šaľa |

| 25 mei 2001 20:25 | Oostenrijk | 27 – 23 | Slowakije | Stockerau |
| 25 mei 2001 20:25 | (13–13)    |         |           | Stockerau |
| 25 mei 2001 20:25 |            |         |           | Stockerau |

| 20 mei 2001 12:00 | Spanje  | 27 – 22 | Polen | Valencia |
| 20 mei 2001 12:00 | (14–11) |         |       | Valencia |
| 20 mei 2001 12:00 |         |         |       | Valencia |

| 26 mei 2001 17:00 | Polen   | 28 – 30 | Spanje | Glogow |
| 26 mei 2001 17:00 | (13–15) |         |        | Glogow |
| 26 mei 2001 17:00 |         |         |        | Glogow |

| 19 mei 2001 15:00 | Zweden | 19 – 24 | Duitsland | Göteborg |
| 19 mei 2001 15:00 | (9–17) |         |           | Göteborg |
| 19 mei 2001 15:00 |        |         |           | Göteborg |

| 27 mei 2001 15:00 | Duitsland | 22 – 27 | Zweden | Zwickau |
| 27 mei 2001 15:00 | (10–11)   |         |        | Zwickau |
| 27 mei 2001 15:00 |           |         |        | Zwickau |

| 19 mei 2001 15:00 | Nederland | 32 – 26 | Wit-Rusland | Rotterdam |
| 19 mei 2001 15:00 | (16–11)   |         |             | Rotterdam |
| 19 mei 2001 15:00 |           |         |             | Rotterdam |

| 26 mei 2001 10:00 | Wit-Rusland | 26 – 24 | Nederland | Gomel |
| 26 mei 2001 10:00 | (15–10)     |         |           | Gomel |
| 26 mei 2001 10:00 |             |         |           | Gomel |

| 20 mei 2001 15:00 | Tsjechië | 16 – 24 | Denemarken | Olomouc |
| 20 mei 2001 15:00 | (6–12)   |         |            | Olomouc |
| 20 mei 2001 15:00 |          |         |            | Olomouc |

| 26 mei 2001 10:00 | Denemarken | 31 – 24 | Tsjechië | Aarhus |
| 26 mei 2001 10:00 | (14–10)    |         |          | Aarhus |
| 26 mei 2001 10:00 |            |         |          | Aarhus |

| 19 mei 2001 18:00 | Slovenië | 29 – 22 | Noord-Macedonië | Ljubljana |
| 19 mei 2001 18:00 | (12–13)  |         |                 | Ljubljana |
| 19 mei 2001 18:00 |          |         |                 | Ljubljana |

| 26 mei 2001 19:45 | Noord-Macedonië | 28 – 28 | Slovenië | Niš |
| 26 mei 2001 19:45 | (11–13)         |         |          | Niš |
| 26 mei 2001 19:45 |                 |         |          | Niš |

| 19 mei 2001 14:00 | Bulgarije | 24 – 19 | Joegoslavië | Sofia |
| 19 mei 2001 14:00 | (12–6)    |         |             | Sofia |
| 19 mei 2001 14:00 |           |         |             | Sofia |

| 26 mei 2001 17:30 | Joegoslavië | 32 – 26 | Bulgarije | Niš |
| 26 mei 2001 17:30 | (20–13)     |         |           | Niš |
| 26 mei 2001 17:30 |             |         |           | Niš |